# Johannes Greber
Pour les articles homonymes, voir Greber.
Johannes Greber (2 mai 1876 Wenigerath, arrondissement de Bernkastel - 31 mars 1944 New York) était un prêtre catholique allemand, qui réalisa des traductions du Nouveau Testament inspirées d'expériences de spiritisme.

## Biographie
Selon le récit de Johannes Greber, il rencontre, en 1923, un jeune médium qui prétend que des « esprits » se manifestent par sa voix.
Intéressé par ce phénomène, ce prêtre organise régulièrement des séances de spiritisme avec l'aide de quelques paroissiens.
C'est ainsi que, durant plusieurs années, Johannes Greber pense recueillir des messages venant de l'au-delà et espère puiser "à la source" des explications concernant la Bible et le christianisme.
Ses investigations méthodiques et ses fréquents contacts avec des médiums lui attirent les foudres du tribunal ecclésiastique.
Finalement, il demande et obtient sa mise en congé de l'Église catholique, le 31 décembre 1925.
Il émigre ensuite aux États-Unis où il commence une nouvelle vie. Il se marie, a deux fils et entreprend de rédiger une synthèse de ses notes. Ce travail aboutit à la parution, en 1932, de son premier livre édité par Robert Macoy Publishing Company (New York) en deux versions, une allemande : Der Verkher mit der Geisterwelt, et une anglaise : Communication with the spirit world.

En 1937, une réédition de ces deux versions est imprimée par John Felsberg Inc., New York, avec quelques modifications mineures du texte. La même année, Johannes Greber publie chez le même éditeur The New Testament, a new translation and explanation, part 1, une traduction personnelle des Évangiles basée sur les explications obtenues auprès des « êtres spirituels ». 
Par la suite, ces deux livres sont publiés par la Johannes Greber Memorial Foundation à Teaneck, dans le New Jersey, qui cesse ses activités au début des années 80.
Selon ses propres écrits, Johannes Greber avait rédigé le manuscrit d'un troisième livre The New Testament, a new translation and explanation, part 2. Il s'agissait d'explications concernant sa traduction des Évangiles. Son décès en 1944 et la perte du manuscrit font que cet ouvrage n'a jamais été publié.
Après avoir quitté sa fonction de prêtre, il a travaillé toute sa vie de manière indépendante, en n'étant lié à aucun groupement spirituel en particulier.
Johannes Greber n'a jamais été médium  mais un observateur curieux et méthodique des phénomènes spirites comme l'avait été Allan Kardec avant lui.

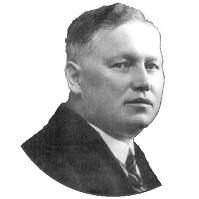
Johannes Greber

Le premier livre de J. Greber, Communication with the spirit World, relate ses expériences et d'autres similaires au XXe siècle, les lois qui régissent la communication des esprits avec le monde matériel, le spiritisme dans la Bible et les messages des esprits à propos des doctrines religieuses. Ce livre est réédité en français en 2005, sous le titre : Le livre mystérieux de l'au-delà.
Son point de vue :
"Un seul chemin peut nous mener à la connaissance de l'après-vie. S'il existe un au-delà, un monde des esprits, la preuve ne peut nous être fournie que par les esprits venus jusqu'à nous pour nous instruire. Ils représentent les seuls témoins capables de nous parler de la vie éternelle. Tant que nous n'établissons pas une communication avec les esprits, nous ne pouvons pas nous libérer du doute" (Le Livre mystérieux de l'au-delà, page 2).
Son analyse devrait être mise en perspective avec celle communiquée directement par des médiums écrivant par psychographie.

## Œuvres
- (fr) Johannes Greber, Le Livre Mystérieux de l'Au-Delà : La communication avec le monde spirituel, ses lois et ses buts, expériences personnelles d'un prêtre catholique[10]. Éditeur : Le Jardin des Livres (2005). Collection : Intemporel.  (ISBN 2914569440)
- (de) Johannes Greber, Der Verkehr mit der Geisterwelt, seine Gesetze und sein Zweck - Selbsterlebnisse eines katholischen Geistlichen. Johannes Greber Memorial Foundation, Teanneck N.J. 1980.  (ISBN 3876670675)
- (de) Johannes Greber, Das Neue Testament. Adapté de Spirituelle Christen e.V., Göppingen 2001.  (ISBN 398085762X)
- (en) Johannes Greber, Communication with the spirit world of God[11], Jalan Books, 2004.  (ISBN 0974807303) (OCLC 55591388)
- (en) Johannes Greber, The New Testament, Jalan Books, 2004.  (ISBN 978-0974807324)
- (en) Johannes Greber, The New Testament: A New Translation Based on the Oldest Manuscripts (Traduit de l’allemand). Editeur : Johannes Greber Foundation (1980).  (ISBN 1877626031)